# Kõmsi
Koordinaten: 58° 38′ N, 23° 38′ O
Kõmsi ist ein Dorf (estnisch küla) in der Landgemeinde Lääneranna im Kreis Pärnu in Estland. Bis 2017 war Kõmsi der Hauptort und Verwaltungssitz der Landgemeinde Hanila (Hanila vald), die im Kreis Lääne lag.

## Einwohnerschaft und Lage

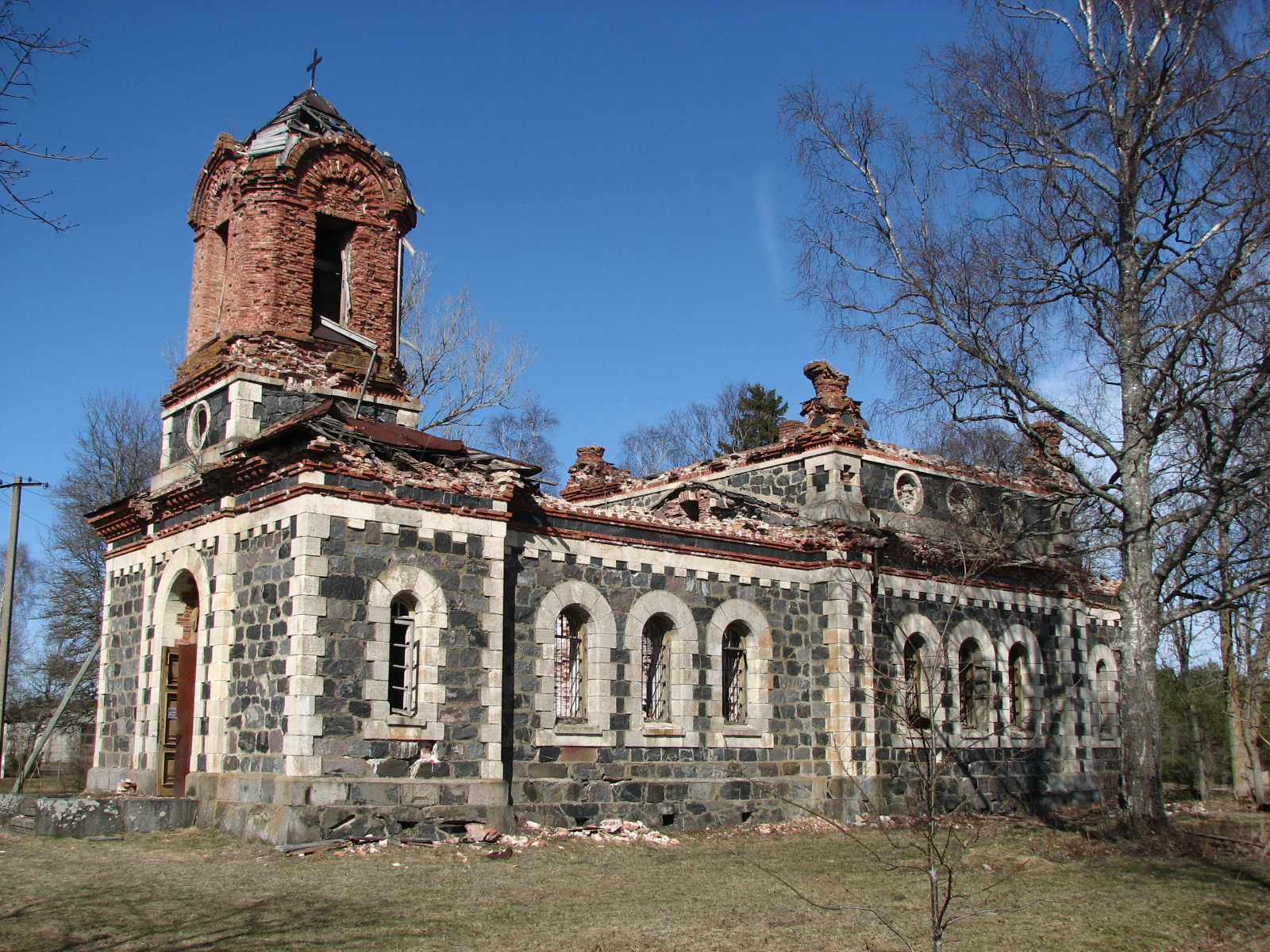
Ruinen der orthodoxen Kirche

Der Ort hat 135 Einwohner (Stand 31. Dezember 2011). Er liegt zehn Kilometer nordöstlich des Hafens Virtsu. Der Ort beherbergt einen Kindergarten und eine Grundschule sowie ein Gemeindehaus und eine Bibliothek.
Nahe dem Dorfkern liegt auf einem Feld der Findling Soomadise rändrahn. Er steht seit 1964 unter staatlichem Schutz. Sein Umfang beträgt 17 m.

## Orthodoxe Kirche
Im Zeichen der Russifizierung Estlands wurde 1884 eine orthodoxe Kirchengemeinde gegründet. Bis 1978 befand sich im heutigen Ortsteil Uue-Virtsu eine orthodoxe Kirche mit ihrem Friedhof. Das 1889 durch den Architekten K. Nyman errichtete Gotteshaus der Geburt Christi ist heute nur noch Ruine. Die Gottesdienste der Estnischen Apostolisch-Orthodoxen Kirche finden heute im Gemeindehaus statt.

## Gräberstellen
Zu beiden Seiten der Straße 10, von Risti nach Virtsu, 200 m von der Ruine der orthodoxen Kirche entfernt befinden sich zwei Tarandgräber aus der Eisenzeit. Das Gräberfeld wurde von Adolf Friedenthal (1914), Vello Lõuka (1969–1972) und Mati Mandli (1979–1981) in Etappen untersucht. Zwei der besser erhaltenen Tarandgräber wurden ausgegraben und restauriert. Das kleinere misst etwa 8,0 × 6,7 m. Das größere hat etwa 20 verschieden große Randsteine. Daneben liegt ein Gräberfeld für Feuerbestattungen aus dem 11. bis 13. Jahrhundert.